# Socket 563
Il Socket 563 è il socket utilizzato esclusivamente in ambito mobile per le CPU AMD Athlon XP-M a basso consumo (16 W e 25 W). Per il proprio funzionamento richiedeva una componentistica sulla motherboard apposita in quanto era elettricamente incompatibile rispetto ai suoi predecessori.